# 돌마초등학교
돌마초등학교는 대한민국 경기도 성남시 분당구 야탑동에 있는 공립 초등학교이다.

## 학교 연혁
- 1934년 10월 9일 설립인가
- 1935년 4월 1일 광주군 돌마공립보통학교(4년제 3학급) 개교
- 1938년 4월 1일 돌마공립심상소학교로 개칭
- 1941년 4월 1일 돌마공립국민학교로 개칭
- 1942년 4월 1일 6년제로 개편
- 1975년 3월 2일 교화(장미), 교목(은행나무) 지정
- 1994년 1월 6일 교사 개축 이전(5층, 48개실)
- 1996년 3월 1일 돌마초등학교로 개명
- 1998년 2월 2일 급식소 신축 준공
- 2001년 11월 2일 파고다 설치 및 교정 공원화
- 2002년 1월 30일 예절실 설치
- 2003년 5월 14일 발지압장 설치(운동장)
- 2006년 10월 13일 꿈초롱역사관 설치
- 2007년 1월 10일 학생교육용 컴퓨터 22대 설치(교육청 지원용)
- 2007년 3월 2일 29학급 편성
- 2010년 8월 12일 체육관 준공
- 2012년 9월 1일 최창훈 교장 취임
- 2014년 2월 14일 제76회 졸업생 135명 (계 : 8,776명)
- 2014년 3월 1일 26학급 편성
- 2015년 2월 13일 제77회 졸업식
- 2015년 3월 2일 23학급 편성
- 2016년 2월 16일 제78회 졸업식

## 참고 자료
- 돌마초등학교 - 한국교육학술정보원 학교알리미